# Herpes-simplexkeratitis

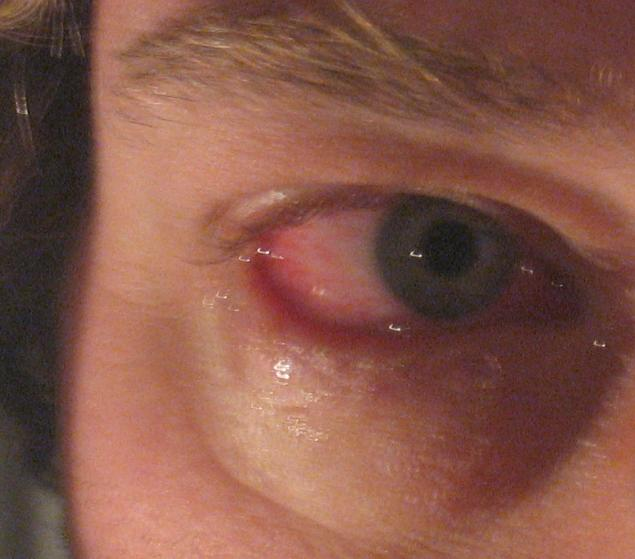
Oogontsteking

Herpes-simplexkeratitis is een hoornvliesontsteking als gevolg van Human herpesvirus 1 (Type I (HSV-1) van het herpes simplexvirus).

## Kenmerken
De ogen zijn enigszins pijnlijk, tranen, zien rood en zijn overgevoelig voor licht. Het zicht wordt wazig doordat het hoornvlies opzwelt. In tegenstelling tot een bacteriële infectie reageert een herpesinfectie niet op antibiotica, maar wordt vaak nog erger. Meestal volgt er een kuur voorgeschreven met aciclovir en prednisolon.
Bij contactlensdragers dient men extra alert te zijn. Een verwaarloosde herpes-simplexkeratitis kan een blijvende beschadiging van het hoornvlies veroorzaken.